# Bakhtiyar Gulamov
Bakhtiyar Gulamov (del ruso: Бахтияр Абил-Оглы Куламов) (Bakú, 10 de julio de 1949 - ibídem, 7 de enero de 2014) fue un entrenador y jugador de fútbol profesional azerí que jugaba en la demarcación de centrocampista.

## Biografía
Bakhtiyar Gulamov debutó como futbolista profesional en 1972 con el Neftchi Baku PFK. Jugó un total de 195 partidos con el club, en los que no marcó ningún gol. Además en 1976 fue elegido uno de los mejores centrocampistas de la Primera División de la Unión Soviética. Finalmente en 1978 finalizó su carrera como futbolista. Tras su retiro recibió el premio de Maestro de Deportes de la URSS. En 2008 el Bakılı PFK le fichó como entrenador del club durante una temporada. En 2009 el club le dio el cargo de director deportivo, cargo que obtuvo hasta 2013.
Bakhtiyar Gulamov falleció el 7 de enero de 2014 en Bakú a los 64 años de edad tras una larga enfermedad.

## Clubes

### Como futbolista
| Club             | País            | Año         | Partidos | Goles |
| ---------------- | --------------- | ----------- | -------- | ----- |
| Neftchi Baku PFK | Unión Soviética | 1972 - 1978 | 195      | 0     |

### Como entrenador
| Club       | País       | Año         |
| ---------- | ---------- | ----------- |
| Bakılı PFK | Azerbaiyán | 2008 - 2009 |